# Stor-Kärmsjön
Stor-Kärmsjön är en sjö i Sollefteå kommun i Ångermanland och ingår i Ångermanälvens huvudavrinningsområde. Sjön har en area på 0,732 kvadratkilometer och ligger 297,3 meter över havet. Vid provfiske har gädda och lake fångats i sjön.

## Delavrinningsområde
Stor-Kärmsjön ingår i det delavrinningsområde (708755-154387) som SMHI kallar för Utloppet av Stor-Kärmsjön. Medelhöjden är 342 meter över havet och ytan är 4,45 kvadratkilometer. Det finns ett avrinningsområde uppströms, och räknas det in blir den ackumulerade arean 14,58 kvadratkilometer. Kärmsjöbäcken som avvattnar avrinningsområdet har biflödesordning 3, vilket innebär att vattnet flödar genom totalt 3 vattendrag innan det når havet efter 156 kilometer. Avrinningsområdet består mestadels av skog (75 procent). Avrinningsområdet har 0,73 kvadratkilometer vattenytor vilket ger det en sjöprocent på 16,4 procent.